# Acid3
Acid3（アシッドスリー）はウェブスタンダードプロジェクトによるテストページである。ウェブブラウザが特定のウェブ標準にどれだけ従っているのかを調べることを目的にしている。特にDOMとJavaScriptに関連したウェブ標準を対象にしている。
このページは2007年4月から開発され、2008年3月3日にリリースされた。主な開発者はAcid2テストを書いたイアン・ヒクソンである。Acid2が主にCSSに焦点を当てているのに対し、Acid3テストではECMAScriptやDOM Level 2といった、現代的で双方向性の高いウェブサイトで使われる技術にも焦点を当てている。いくつかのテストは SVG、XMLやdata URIにも関連している。2004年時点での仕様における要素のみが含まれている。
成功したとき、背景に色の付いた長方形とともに、Acid3テストは次第に上昇するパーセンテージカウンタを表示する。パーセンテージは合格した部分テストの数に基づいている。これに加え、ブラウザは参照ページでレンダリングした通りにテストページをレンダリングしなければならない。Acid2テストとは異なり、フォントのレンダリングにおける若干の違いを考慮に入れるため、参照レンダリングはビットマップではない。

## 合格したアプリケーション
スコアが満点（100/100）で正しくレンダリング出来たもの。
| 日付          | レンダリング エンジン | ソフトウェア      | 種別       | 注記                                                                               |
| ------------- | --------------------- | ----------------- | ---------- | ---------------------------------------------------------------------------------- |
| 2008年9月25日 | WebKit                |                   | 公開評価版 | r36882。合格したものとして最初に公開されたレンダリングエンジン。                   |
| 2008年12月3日 | Presto                | Opera             | 公開評価版 | 10.0 アルファ版にて。                                                              |
| 2009年3月14日 | Webkit                | Iris Browser      | 公開版     | 1.1.4 正式版にて。モバイル向けおよび正式版のブラウザとして初の合格。               |
| 2009年3月26日 | Presto                | Opera Mobile      | 公開版     | 9.7 正式版にて。                                                                   |
| 2009年6月7日  | WebKit                | iCab              | 公開版     | 4.6 正式版にて。iCab 4.6はAcid3を100/100で通過した初めてのウェブブラウザとなった。 |
| 2009年6月8日  | WebKit                | Safari            | 公開版     | 4.0 正式版にて。デスクトップ向けの正式版のブラウザとして初の合格。                 |
| 2009年9月1日  | Presto                | Opera             | 公開版     | 10.0 正式版にて。                                                                  |
| 2009年12月7日 | Webkit                | BOLT Browser      | 公開版     | 1.6 正式版にて。                                                                   |
| 2010年1月26日 | Webkit                | Google Chrome     | 公開版     | 4.0.249.78 正式版にて。                                                            |
| 2011年9月17日 | Trident               | Internet Explorer | 公開版     | 9.0 正式版にて。Acid3のアップデートにより合格。                                    |
| 2011年9月17日 | Gecko                 | Mozilla Firefox   | 公開版     | 6.0.2 正式版にて。Acid3のアップデートにより合格。                                  |

## 不合格のアプリケーション
| ソフトウェア | レンダリング エンジン | 点数 | 種別   | 注記 |
| ------------ | --------------------- | ---- | ------ | ---- |
| Android 2.2  | WebKit                | 93   | 公開版 |      |

## 各ブラウザの適合状況
2010年4月現在（モバイル向けに関しては2009年9月1日時点、ゲーム機向けに関しては2010年1月6日）の各ブラウザの適合状況は以下のようになっている。 なお、各ブラウザの適合状況は2010年4月現在公開されている最新の安定版のものとする。

### デスクトップ向けブラウザ

#### Internet Explorer
2010年3月に9.0のプレビュー版がリリースされるにあたり、マイクロソフト側から初めてAcid3についての言及があった。プレビュー版（1.9.7.7.45.6019）の時点でスコアは55/100で、プレビュー2（1.9.7.7.66.6000）の時点でスコアは68/100、プレビュー3（1.9.7.8.74.6000)の時点でスコアは83/100、プレビュー4（1.9.7916.6000）の時点でスコアは95/100と上昇した。開発が進むにつれAcid3準拠を進めていくとしているが、100点を取ることを優先目標とはしていない。9.0正式版では2011年9月17日にAcid3のアップデートにより合格した。

#### Mozilla Firefox
3.6ではスコアは94/100。
6.0.2の正式版は2011年9月17日にAcid3のアップデートにより合格した。

#### Opera
オペラ・ソフトウェアは2008年3月26日に開発者向けのバージョンにてAcid3に対応したと発表し、3月28日にWindows版のWingogiとLinux版のLingogiが一般に公開された。しかし、不完全であり環境によっては正しくレンダリングされなかった。その後、2008年12月3日にバージョン10.0のアルファ版にてAcid3に合格し、2009年9月1日に公開されたバージョン10.0正式版でも合格した。

#### Safari
2008年3月26日にWebKit Nightly Builds r31342にてAcid3に合格したと発表した。その後、アニメーション再生の滑らかさを含めたテストを合格し、Acid3を完全にパスしたr36882が2008年9月25日に公開され、2009年6月8日に公開されたSafari 4.0で正式版のブラウザとして最初に合格したブラウザとなった。

#### Google Chrome
V2.0の時からスコアは100/100となっていたが、画像右上にゴミが表示され、完全な合格とはいえない状態だった。2010年1月26日に公開された4.0.249.78正式版ではゴミが表示されなくなり合格した。
ただし、2021年05月26日ごろにリリースされた91.0.4472.77正式版では、スコアが97/100と下がっている。

#### Konqueror
スコアは89/100

### モバイル向けブラウザ

#### Mobile Safari（iPhone, iPod touch, iPad）
スコアは100/100となっているが、画像上にゴミが表示されており、完全な合格とはいえない状態である。

#### Opera Mobile
2009年3月26日に公開された9.7正式版で合格した（10.00のβ版の場合、β2uが99/100、β3は77/100であった）。

#### Opera Mini
スコアは98/100であるが、画像のレイアウトが崩れている。

#### Internet Explorer Mobile
IE Mobile 8.12（Windows Mobile 6.5 Professionalに添付のもの）で14/100であった。IE9 MobileではPC版同様95/100であったが、Acid3の仕様変更により100/100となった。

### ゲーム機搭載ブラウザ

#### PlayStation 3
スコアは100/100（システムソフトウェア バージョン4.20）

#### PlayStation Portable
スコアは11/100

#### PlayStation Vita
スコアは100/100(システムソフトウェア バージョン2.00)

#### Wii インターネットチャンネル
バージョン9.30でスコア40/100

#### ニンテンドーDSi
スコアは60/100

#### ニンテンドー3DS
スコアは92/100(ブラウザバージョン1.74987)

#### Newニンテンドー2DS LL
スコアは100/100(ブラウザバージョン1.11.10172)

#### Wii U
スコアは100/100(ブラウザバージョン3.0.0.9561)

## 参照
1. ↑  “HTML5 IRC logs: freenode / #whatwg / 20070422”. 2008年3月27日閲覧。
2. ↑  “Acid3: Putting Browser Makers on Notice, Again. (WaSP Press Release)”. 2008年3月27日閲覧。
3. ↑  “HTML5 IRC logs: freenode / #whatwg / 20071228”. 2008年3月27日閲覧。
4. ↑  WebKitが「Acid3」に満点で合格 - ITmedia
5. ↑  Opera Desktop Team - Peregrine takes flight... Opera 10.0 Alpha 1 is here!
6. ↑  HTML5, Hardware Accelerated: First IE9 Platform Preview Available for Developers - IEBlog、2010年3月16日
7. ↑  WebKit achieves Acid3 100/100 in public build
8. ↑  2021年5月20日確認